# Brobdingnag

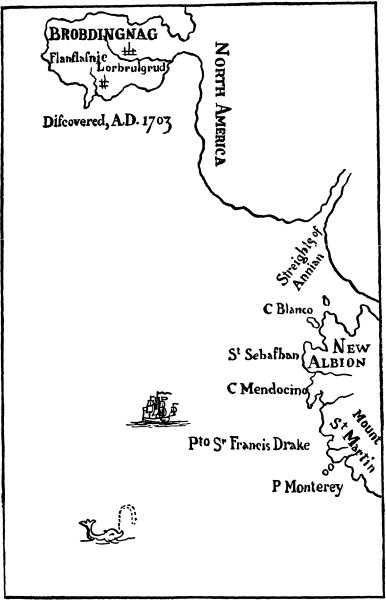
Mapa de Brobdingnag.

Brobdingnag es un país ficticio habitado por gigantes que aparece en la novela de Jonathan Swift Los viajes de Gulliver (1726). Lemuel Gulliver visita la tierra después de que la nave en la que viaja sale fuera de curso.
Swift describe la ubicación de Brobdingnag y su geografía en el noroeste de la costa del Pacífico de América del norte y lo representa a como una península que se extiende al norte del estrecho. Brobdingnag se afirma que es una península seis mil millas de largo y de tres a cinco mil millas de ancho, que basado en la localización de Gulliver sugeriría que cubre la mayor parte del Pacífico Norte. Por el contrario, su mapa muestra Brobdingnag ser de un tamaño similar a la actual Washington, y su descripción del viaje lo pone en un viaje de seis semanas desde las Islas Molucas.
La gente de Brobdingnag se describe como gigantes tan altos como un campanario de la iglesia y cuyo paso se encuentra a diez metros. Todos los otros animales y plantas y características incluso naturales tales como ríos y hasta granizo, están en proporción. Las ratas son del tamaño de perros, con colas de  "dos yardas de largo menos una pulgada", mientras que los mastines son "iguales a cuatro elefantes". Esto también significa que el país está mucho más peligroso para las personas de tamaño humano normal. Afortunadamente para Gulliver, las personas son civilizadas y pacíficas. 
Las leyes de Brobdingnag son simples y fáciles de seguir y su cultura consiste en historia, poesía, ética y bastante matemática, las bibliotecas son relativamente pequeñas y el rey tiene la biblioteca más grande, que contiene aproximadamente mil volúmenes.

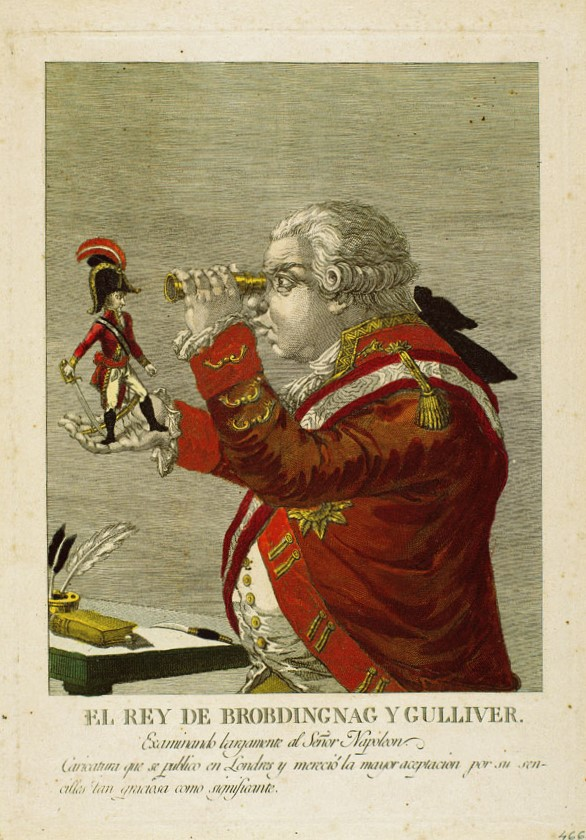